# Hoplia imitatrix
Hoplia imitatrix är en skalbaggsart som beskrevs av Anton Franz Nonfried 1895. Hoplia imitatrix ingår i släktet Hoplia och familjen Melolonthidae. Inga underarter finns listade i Catalogue of Life.